# Saint-Hippolyte (Indre i Loara)
Saint-Hippolyte – miejscowość i gmina we Francji, w Regionie Centralnym, w departamencie Indre i Loara.
Według danych na rok 1990 gminę zamieszkiwało 627 osób, a gęstość zaludnienia wynosiła 19 osób/km² (wśród 1842 gmin Regionu Centralnego Saint-Hippolyte plasuje się na 587. miejscu pod względem liczby ludności, natomiast pod względem powierzchni na miejscu 284.).